# 布引國太郎
布引 國太郎（ぬのびき くにたろう、1910年3月5日 - 没年不明 ）は、千葉県富津市出身で粂川部屋、双葉山道場に所属した元大相撲力士。本名は伊藤 國太郎（いとう くにたろう）。最高位は東十両3枚目。得意技は突っ張り、押し、左四つ、投げ。

## 経歴
粂川部屋に入門し、1929年3月場所に初土俵を踏む。1934年5月場所に十両に昇進。十両は連続で3場所務めたが、1936年1月場所に幕下に陥落。翌5月場所に十両に復帰したが1勝10敗と大きく負け越し、またしても幕下に陥落した。1939年5月場所に再度十両に復帰、四股名を「布引」に改めた。十両は連続して6場所務めたが、1942年1月場所は3勝12敗と大きく負け越し、この場所限りで廃業した。離れれば突っ張りと押しで攻め、組めば左を差しての攻めが強く、投げもあるなど相手に応じた巧い取り口が特徴で時折足技も見せた。
因みに双葉山相撲道場を開設した時点での関取は師匠の双葉山と布引の2人だけであった。

## 主な成績
- 通算成績：85勝109敗1休  勝率.438
- 十両成績：51勝83敗  勝率.381
- 現役在位：18場所
- 十両在位：10場所

### 場所別成績
| 1929年 （昭和4年） | x                        | （前相撲） | x                 | x |
| 1930年 （昭和5年） | x                        | x          | x                 | x |
| 1931年 （昭和6年） | x                        | x          | x                 | x |
| 1932年 （昭和7年） | x                        | x          | x                 | x |
| 1933年 （昭和8年） | x                        | x          | x                 | x |
| 1934年 （昭和9年） | 幕下 –                   | x          | 東十両5枚目 3–8   | x |
| 1935年 （昭和10年） | 西十両13枚目 6–5         | x          | 東十両9枚目 4–7   | x |
| 1936年 （昭和11年） | 東幕下筆頭 6–5           | x          | 西十両11枚目 1–10 | x |
| 1937年 （昭和12年） | 東幕下11枚目 6–5         | x          | 東幕下7枚目 8–5   | x |
| 1938年 （昭和13年） | 東幕下筆頭 4–7–1         | x          | 西幕下18枚目 5–2  | x |
| 1939年 （昭和14年） | 東幕下8枚目 5–2          | x          | 西十両12枚目 8–7  | x |
| 1940年 （昭和15年） | 東十両3枚目 4–11         | x          | 西十両14枚目 9–6  | x |
| 1941年 （昭和16年） | 西十両4枚目 6–9          | x          | 西十両7枚目 7–8   | x |
| 1942年 （昭和17年） | 西十両12枚目 引退 3–12–0 | x          | x                 | x |
| 各欄の数字は、「勝ち-負け-休場」を示す。 優勝 引退 休場 十両 幕下 三賞：敢=敢闘賞、殊=殊勲賞、技=技能賞 その他：★=金星 番付階級：幕内 - 十両 - 幕下 - 三段目 - 序二段 - 序ノ口 幕内序列：横綱 - 大関 - 関脇 - 小結 - 前頭（「#数字」は各位内の序列） |                          |            |                   |   |

## 改名歴
- 富錦（とみにしき）1929年3月場所 - 1933年5月場所
- 錦岩 富五郎（にしきいわ とみごろう）1934年1月場所 - 1939年1月場所
- 布引 國太郎（ぬのびき くにたろう）1939年5月場所 - 1942年1月場所